# Walibi Rhône-Alpes
Pour les articles homonymes, voir Walibi.
Walibi Rhône-Alpes est un parc d'attractions situé en France dans la commune de Les Avenières Veyrins-Thuellin, dans le département de l'Isère en région Auvergne-Rhône-Alpes. Le parc de loisirs en exploitation occupe une superficie de 33 hectares. Il s'étend sur 73 hectares au total.

## Historique
Le parc ouvre le 7 avril 1979 sous le nom Avenir Land. La thématique est alors l'Ouest américain et le domaine est la scène de spectacles de rue avec cow-boys, diligences et fusillades. Les quelques attractions sont par exemple un circuit de bûches, une grande roue et un bateau navigant sur un point d'eau. Eddy Meeùs, propriétaire et fondateur de Walibi, reçoit et accepte en 1981 la proposition de prendre une participation dans Avenir Land et intervient pour les projets d'expansion du parc isérois à partir de cette date,,. Meeùs s'associe avec un constructeur français de manèges pour détenir 40 % des parts du parc. Ces parts évoluent jusqu'en 1983 alors que le constructeur et Meeùs détiennent chacun 50 %, les propriétaires d'origine s'étant retirés. Le déficit que présente le site et les désaccords entre Meeùs et le fabricant de manèges sont à l'origine du rachat de la totalité des actions d'Avenir Land par Walibi à la fin de l'année 1985 et le parc rhônalpin intègre totalement le groupe Walibi. Les contrats signés par les précédents propriétaires avec les exploitants au sein du parc mettaient à mal la viabilité de l'entreprise. Trop favorables envers les exploitants, les nouveaux dirigeants se tournent vers les tribunaux pour récupérer l'entière exploitation in situ de leur parc. Travaillant déjà aux Avenières avant l'arrivée des dirigeants belges, Françoise Quemin est l'intermédiaire qui représente l'homme d'affaires belge Eddy Meeùs à la direction.

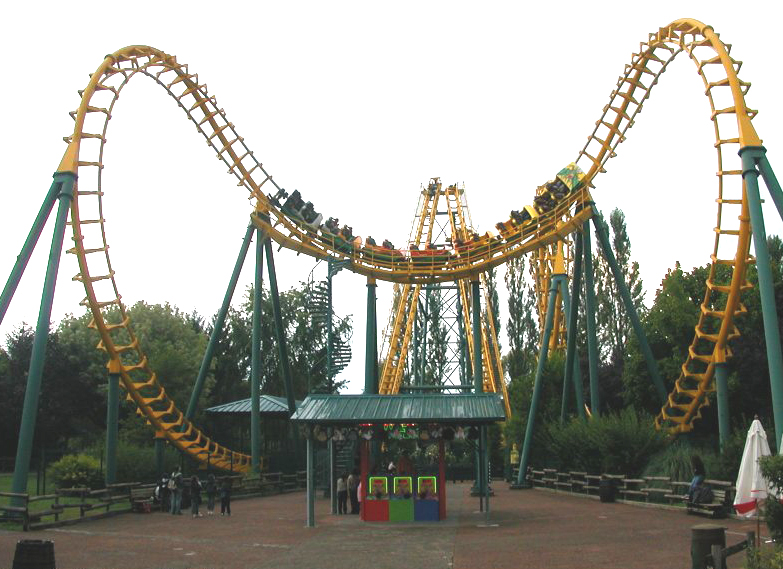
Boomerang

Avec un parc aquatique depuis 1986, Avenir Land comporte en 1988 comme grande attraction le Boomerang, un circuit de montagnes russes de Vekoma. L'année suivante voit la construction d'autres attractions majeures telles le galion maudit, un bateau à bascule et le parcours de bouées nommé Radja River. Sur une idée de Dominique Fallon, le parc change de nom pour Walibi Rhône-Alpes en 1989. Les investissements de l'ordre de 80 millions de francs et cette nouvelle identité sont payants. Le nombre d'entrées évolue : 172 500 en 1985, 225 000 en 1986, 210 000 en 1987 et 450 000 en 1989,. Avec une progression du chiffre d'affaires de 70 %, le site rhônalpin atteint en 1988 l'équilibre financier. Le groupe Walibi porte sa participation à 95,22 % au sein du parc. Grâce à une augmentation de capital de Walibi Rhône-Alpes, la Lyonnaise des eaux prend ensuite une participation minoritaire. De ce fait, le groupe belge en devient actionnaire à 74,88 % par la cession de 25 % à la Lyonnaise des eaux. En 1989 et 1990, le plateau d'Intervilles diffusé sur TF1 s'établit dans le parc de loisirs, augmentant sa renommée.
Tout comme Walibi Rhône-Alpes, le parc de la Toison d'or a le groupe Walibi et la Lyonnaise des eaux comme actionnaires au début des années 1990. Un différend entre eux concernant la gestion du parc dijonnais survient. Un accord est alors convenu entre les deux entreprises : Walibi vend l'entièreté de ses parts du parc de la Toison d'or à la Lyonnaise des eaux contre les parts que possède celle-ci dans Walibi Rhône-Alpes. Le groupe Walibi devient alors seul maître à bord du parc isérois,. Ils sont 450 000 à arpenter les allées en 1991. La fréquentation atteint 380 000 entrées en 1994. 372 900 personnes arpentent les allées de Walibi Rhône-Alpes en 1996. En 1997, le parc accueille 383 559 visiteurs et affiche un bénéfice de 3,2 millions de francs, contre 1,5 million l'année précédente. Le 15 décembre 1997, Eddy Meeùs négocie la vente du groupe Walibi avec la société américaine Premier Parks, un opérateur de parcs d'attractions aux États-Unis. L'acquisition du groupe et donc de Walibi est annoncée officiellement en décembre et est close le 24 mars 1998 peu après l'introduction de Premier Parks à la bourse de New York.
Durant l'intersaison 1997-1998, le public assiste au dernier des multiples investissements décidés par la direction belge du groupe Walibi avant l'acquisition par l'américain Premier Parks en janvier. Il s'agit du Totem infernal, une tour de chute haute de 56,3 mètres de type Space Shot achetée au constructeur américain S&S Worldwide pour 15 millions de francs. Ils sont 401 688 à visiter le parc en 1998.

Le logo de 2005 à 2011

Le logo à partir de 2011

Premier Parks se rebaptise Six Flags en 2000. La fréquentation atteint 400 000 entrées en 2002. En mars 2004, peu avant le début de saison, Six Flags cède sa division européenne à un fonds d'investissement privé londonien Palamon Capital Partners qui crée le groupe Star Parks désormais chargé de la gestion du parc,. En 2005, la fréquentation se situe autour de 400 000 entrées. En mai 2006, le parc tombe dans le giron de la compagnie des Alpes.
375 000 personnes passent les portes du parc en 2010, ainsi qu'en 2011. En cette année, débute une série d'investissements dans le parc isérois et une nouvelle orientation marketing. Le cinéma 4D est alors construit et Aqualibi retrouve son nom d'origine. Le parcours de bûches Bambooz River est la nouveauté 2012 — avec 400 000 visiteurs — suivie l'année d'après par un modèle junior de bûches. 390 000 visiteurs arpentent les allées du site en 2013. En juin 2014, Boomerang est rebaptisé EqWalizer et se voit amélioré. En parallèle, certaines attractions disparaissent ou sont renouvelées ; tel le carrousel qui est remplacé en 2014 et un manège de type Magic Bikes qui succède au manège d'avions un an plus tard. En 2016, la nouvelle zone thématique Explorer Adventure est inaugurée, Volt-O-Vent et Timber s'ajoutent aux attractions présentes.

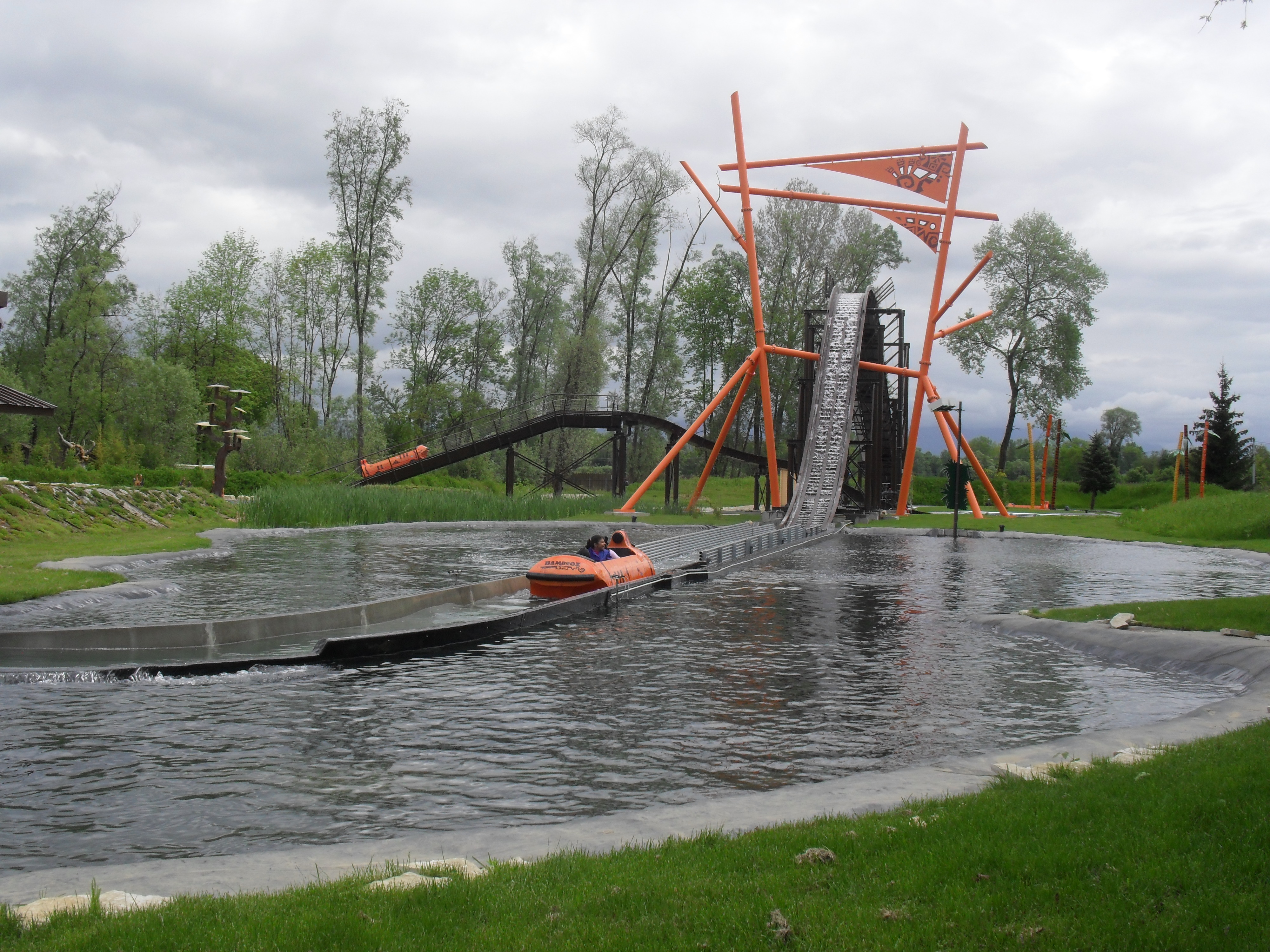
Bambooz River

Après trois années stables en fréquentation avec 390 000 visiteurs,,, 2016 voit leur nombre augmenter pour atteindre 420 000 visiteurs. Il est prévu un plan d'investissements de 25 à 30 millions d'euros sur une décennie. Le site est repensé, remanié dans son thème et ses capacités d'accueil. Le concepteur artistique Fabien Manuel est actif dans ces divers développements,. En 2017, un monorail de Soquet, une aire de jeux de 450 m2 et un restaurant viennent compléter la zone Explorer Adventure qui représente un investissement de onze millions d'euros en deux ans. La fréquentation atteint 465 009 entrées en cette année,,. Les nouveautés 2018, une refonte de l'entrée du parc, le lancement d'une deuxième zone thématique nommée Festival City avec trois attractions attirent 475 000 visiteurs. Les nouveautés étrennées en 2019 sont le circuit de montagnes russes Mystic, un petit manège et un restaurant. La croissance se poursuit car l'exercice 2019 se solde avec 530 000 entrées,.
La nouveauté étrennée en 2020, AirBoat, est récompensée en fin d'année d'un prix mineur, un European Star Award. Déjà aperçue à Walibi Rhône-Alpes en 2020, la mascotte avec une nouvelle esthétique fait son arrivée dans les parcs Walibi en 2021,. EqWalizer est rebaptisé Generator pour la saison 2021 qui comptabilise 430 000 entrées. Le développement de la troisième et dernière zone thématique est prévu pour l'horizon 2022-2023. Nommée Exotic World, elle comprend le site d'Aqualibi et les parcelles situées de part et d'autre de celui-ci. Au départ, il s'agissait de réaménager Aqualibi avec une partie intérieure et une partie extérieure nommée Exotic Island et de l'intégrer au reste de Walibi. 700 000 visiteurs sont attendus après cette phase de développement, mais en raison de la pandémie de Covid-19, Aqualibi reste fermé en 2020 et 2021. Il est finalement annoncé qu'Aqualibi ne rouvrira pas avant d'être rasé pour laisser place à la nouvelle zone thématique.
3,5 millions d'euros sont investis en 2022, entre autres pour Tiki Academy, un manège de type Watermania, et deux terrains de jeux aquatiques qui attirent 610 000 visiteurs pendant la saison, un record de fréquentation. Les portes du parc s'ouvrent pour la première fois pour les fêtes de fin d'année.
En novembre 2021, le parc signe un contrat avec le concepteur de montagnes russes Intamin à l'IAAPA d'Orlando, afin d'investir dans une nouvelle montagne russe qui sera prévue pour 2024 à l'occasion des 45 ans du parc.
En 2023, le chantier du nouveau roller Coaster commence, on apprend que ce dernier est un modèle unique en Europe puisqu'il s'agit d'un Hot Racer Intamin. Le seul autre modèle présent à ce jour se situait à Sydney sous le nom de "Big Dipper". La particularité de ce modèle est qu'il possède un rail unique, ainsi que des trains légers qui sont propulsés sur le parcours grâce à des launchs à pneus, un système de propulsion par des roues de frictions qui se situent sur le rail.
En septembre 2023, le parc dévoile le nom du Roller Coaster "Mahuka". Ça signifie "s'échapper en language Polynésien. Comme son nom l'indique, sa Story Line tourne autour d'un temple abandonné sur une île de Polynésie. Les visiteurs sont invités à prendre place à bord d'une jeep afin d'échapper à la colère du dieu du feu, précédemment réveillé lors de fouilles archéologiques universitaire dans un vieux temple découvert sur cette île.
Mahuka ouvrira officiellement ses portes avec une inauguration officielle le 22 juin 2024. C'est donc un Roller Coaster à sensation fortes, propulsé par deux launchs à roues de friction, 3 inversions (en), 13 airtimes. Il possède une vitesse de pointe à 71km/h, mesure 600m de long avec une hauteur maximale de 19m. Mahuka et sa zone aura coûté environ 10 Millions d'euros d'investissements (Montagne russe + Décors).

## Informations économiques
La société a conservé son nom d'origine : Avenir Land. Elle est immatriculée en mai 1979 sous le no 311-285-068.
Au 30 septembre 2018, elle réalise un chiffre d'affaires de 13 996 400 € et dégage un résultat de 488 300 €. Au 30 septembre 2019, elle réalise un chiffre d'affaires de 16 120 400 € et dégage un résultat de 910 500 €.
Son effectif moyen annuel passe de 123 salariés en 2018 à 133 en 2019.
Elle est dirigée par François Fassier et Luc de Roo,.

## Les attractions

### Montagnes russes
- Coccinelle : montagnes russes junior / Tivoli large (Zierer, 1992). Anciennement nommées Coccinelle des Andes.
- Generator : montagnes russes navette / Boomerang (Vekoma, 1988). Anciennement nommées Boomerang, puis EqWalizer.
- Mahuka : montagnes russes assises / Hot Racer (Intamin, 2024)
- Mystic : montagnes russes assises / Infinity Coaster (Gerstlauer, 2019)
- Timber : montagnes russes en bois (The Gravity Group, 2016)
- WoodStock Express : Wild Mouse / Zig Zag Coaster (Zamperla, 2002). Anciennement nommée Zig Zag puis Scratch.

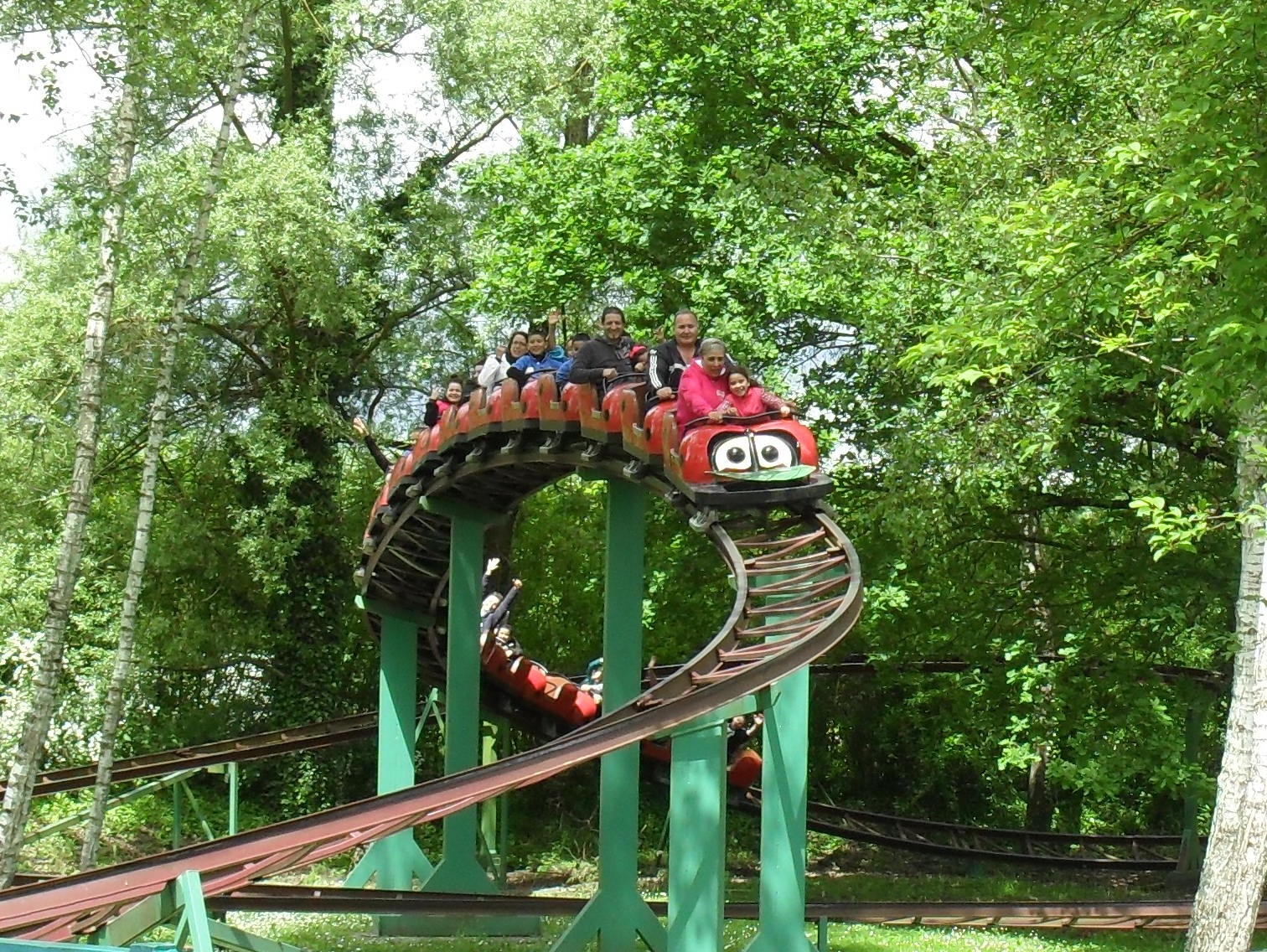
Coccinelle
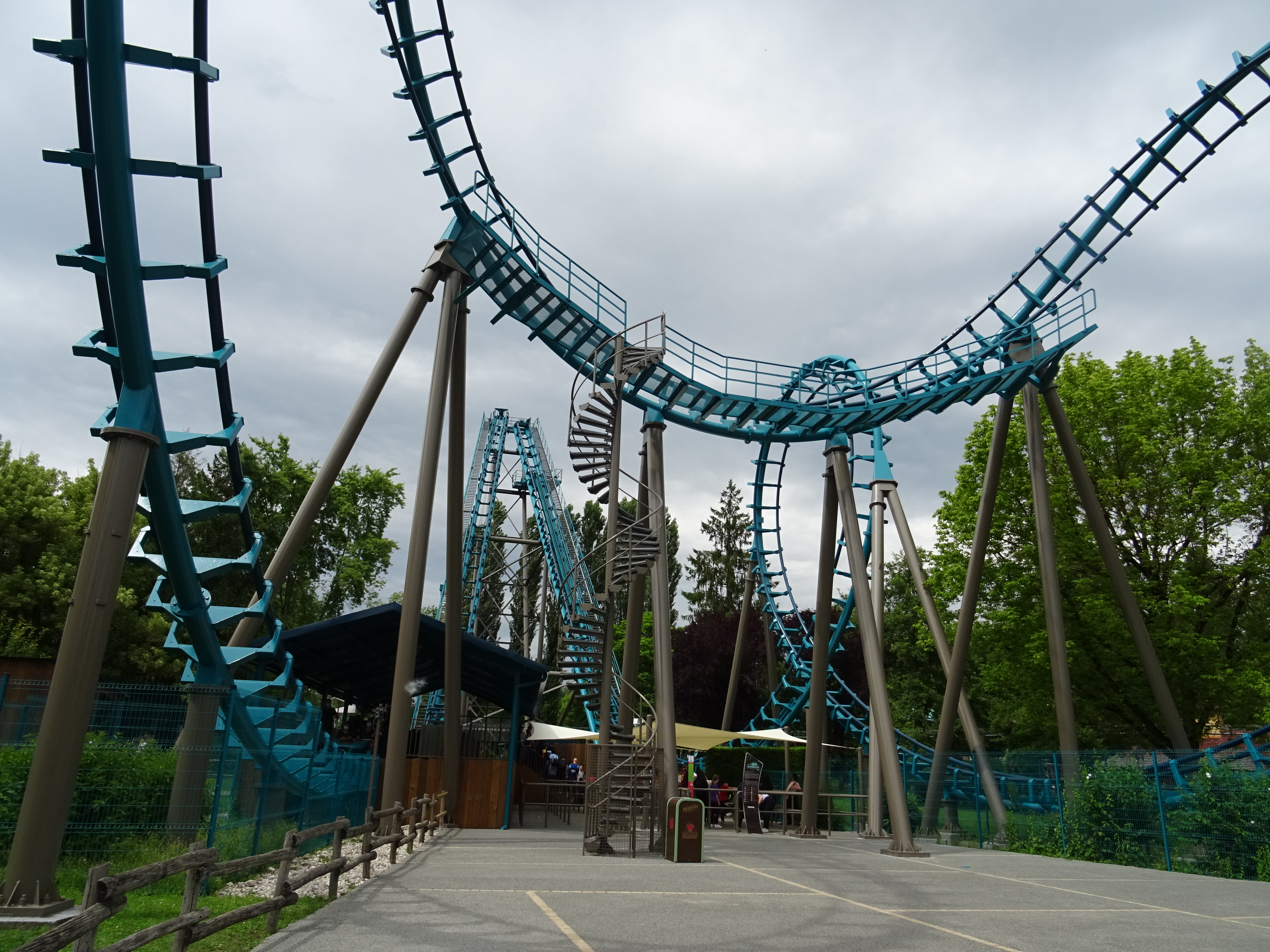
Generator
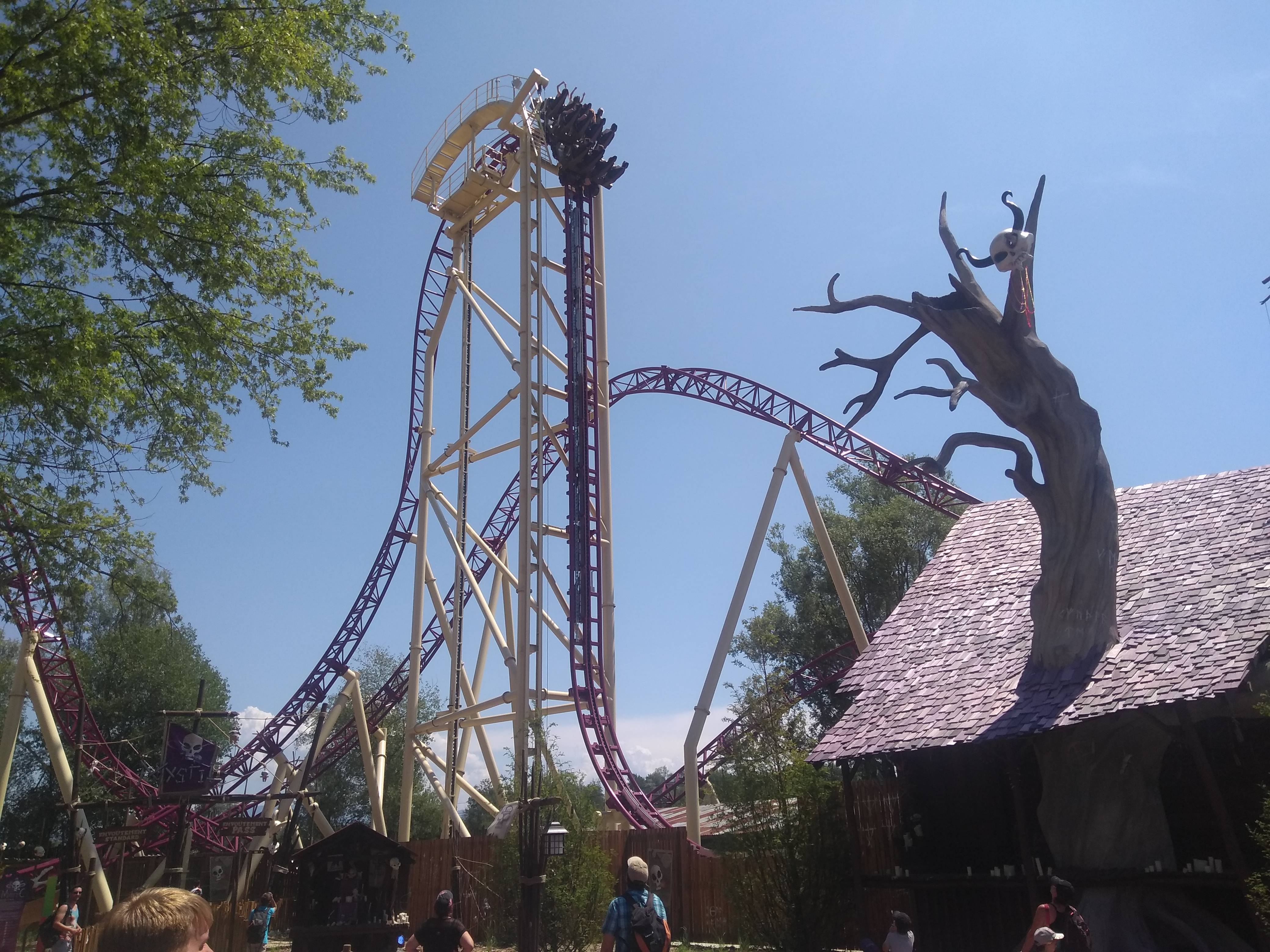
Mystic
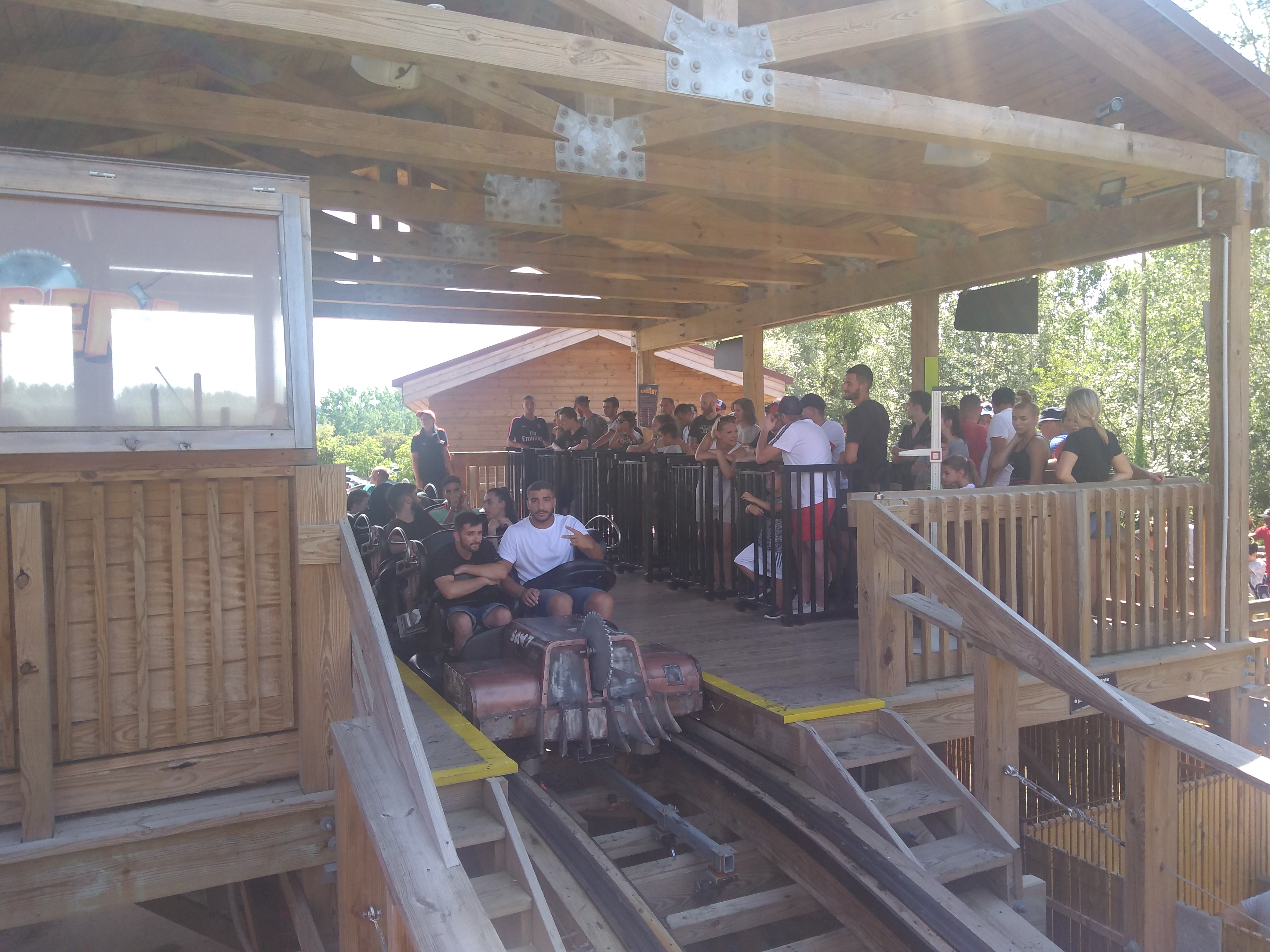
Timber
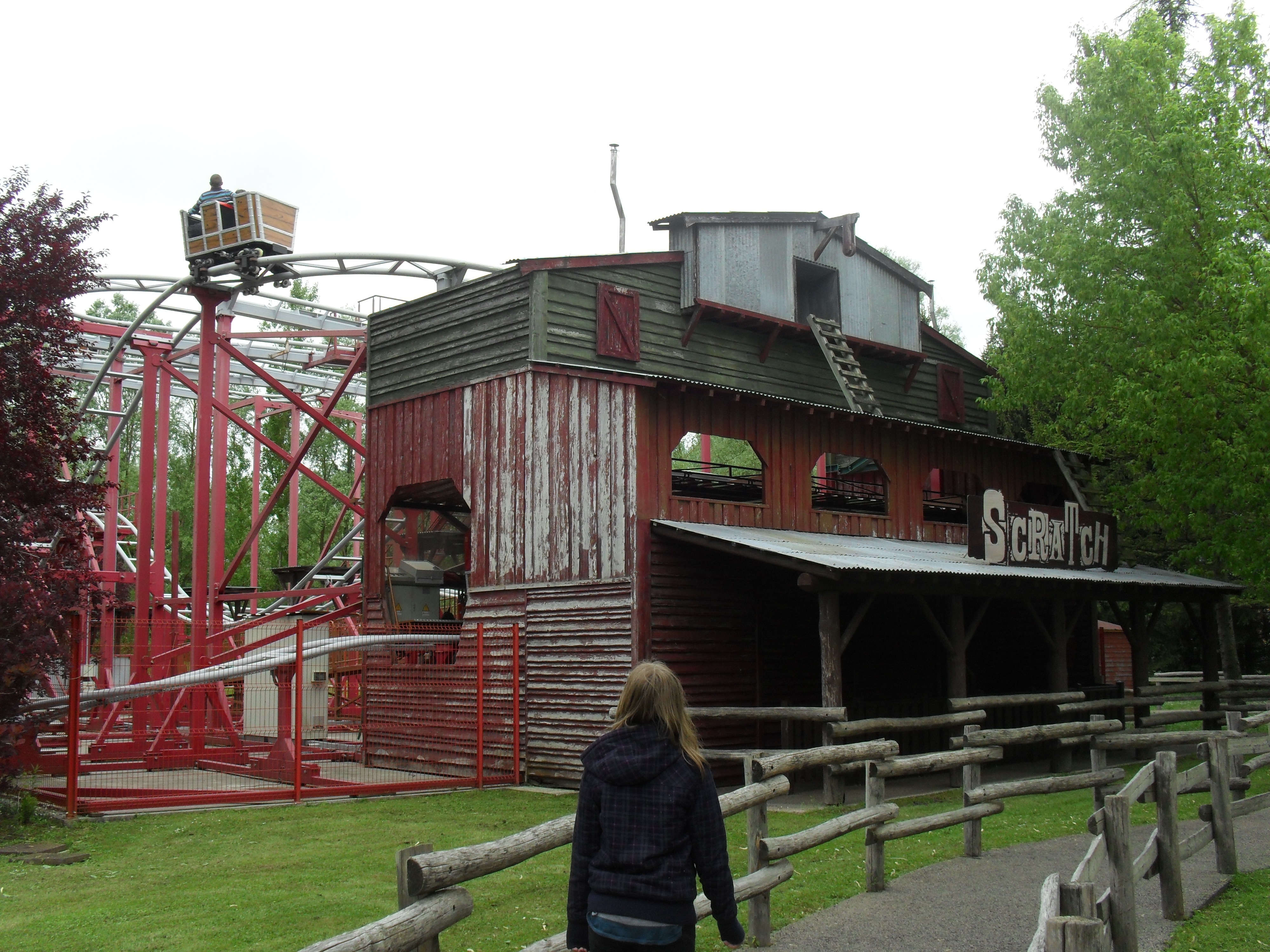
WoodStock Express

### Attractions à sensations

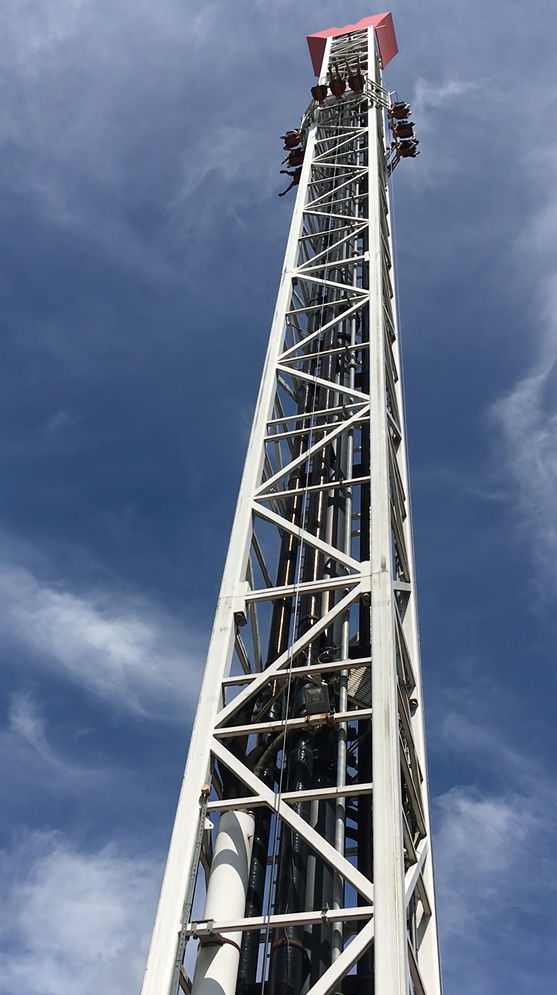
Totem.

- Galion maudit : bateau à bascule capable d'accueillir 40 passagers. Il est déplacé en 2015 à la place du Tomahawk (Huss Park Attractions, 1989).
- Hurricane : Star Flyer de 49 mètres de haut situé au bord du lac (Zamperla, 2018)
- Totem : Space Shot de 56,3 mètres de haut (S&S Worldwide, 1998). Anciennement nommé Totem infernal, puis Skunx Tower.

### Attractions aquatiques
- Bambooz River : bûches (Soquet et Interlink, 2012)
- Concert'O : bûches junior (Interlink, 2013)
- Gold River : rivière rapide en bouées (Intamin[56], puis révisé par Soquet, 1989). Anciennement nommé Radja River
- Surf Music : quatre toboggans aquatiques de 75 mètres (Van Egdom, 2000). Anciennement nommé Aquachutes. Attraction nommée Aquachute puis Niagara Falls à Walibi Holland.
- Tam Tam Aventure : croisière scénique, modèle Tow boat ride, sur le thème de la faune et la flore locale (Soquet, 1992). Anciennement nommée Tam Tam Tour, sur le thème de la jungle puis Tam Tam Aventure sur le thème du cinéma.

### Autres attractions

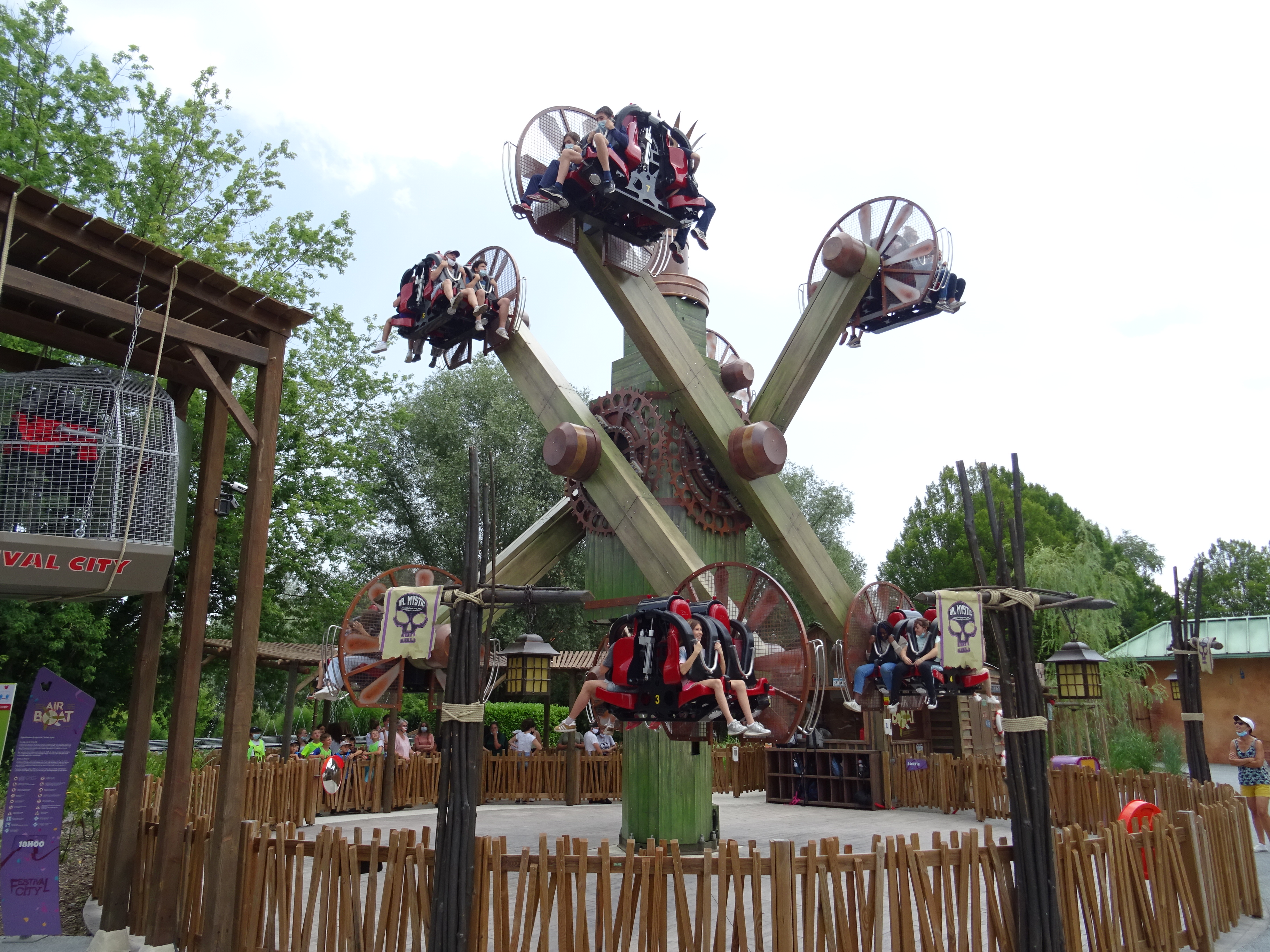
AirBoat.

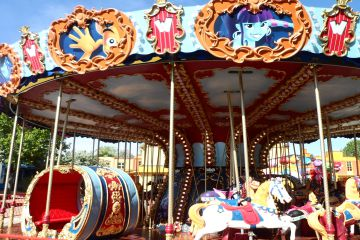
Carrousel.

- AirBoat : manège de type Nebulaz (Zamperla, 2020)
- Balloon Race : Samba Balloon (Zamperla, 2018)
- Carrousel : carrousel (Concept 1900, 2014). Remplace le carrousel acheté à la suite de la fermeture du parc Zygofolis (1992-2013).
- Chevauchée (La) : Chevaux Galopants (Soquet, 1979)
- Dock'N Roll : Rockin' Tug (Zamperla, 2018)
- Melody Road : circuit de vieilles voitures, anciennement nommé Vieux Tacots (Soquet, 1979)
- Monorail : monorail (Soquet, 2017)
- On Air : manège de type Magic Bikes (Zamperla, 2015)
- Petit Vapeur : tour de chute junior, anciennement nommée Youpi puis Be Bop (Zamperla, 2008)
- P'tits Chaudrons : tasses pour enfants (Technical Park, 2019)
- Tiki Academy : manège de type Watermania (Zamperla, 2022)
- Volt-O-Vent : manège de type Barnyard (Zamperla, 2016)
- Festival City Station  : train panoramique, anciennement nommé Express de Santa Fé puis W.A.B Tour (Soquet,  1979)
- W.A.B. Band Tour : train réservé aux enfants, anciennement nommé Kangourouland puis Walibiland (Zamperla, 1990)

### Anciennes attractions

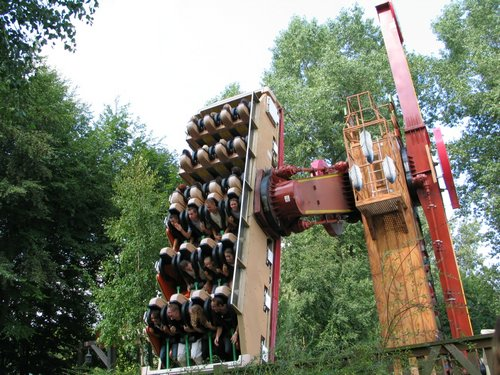
Tomahawk.

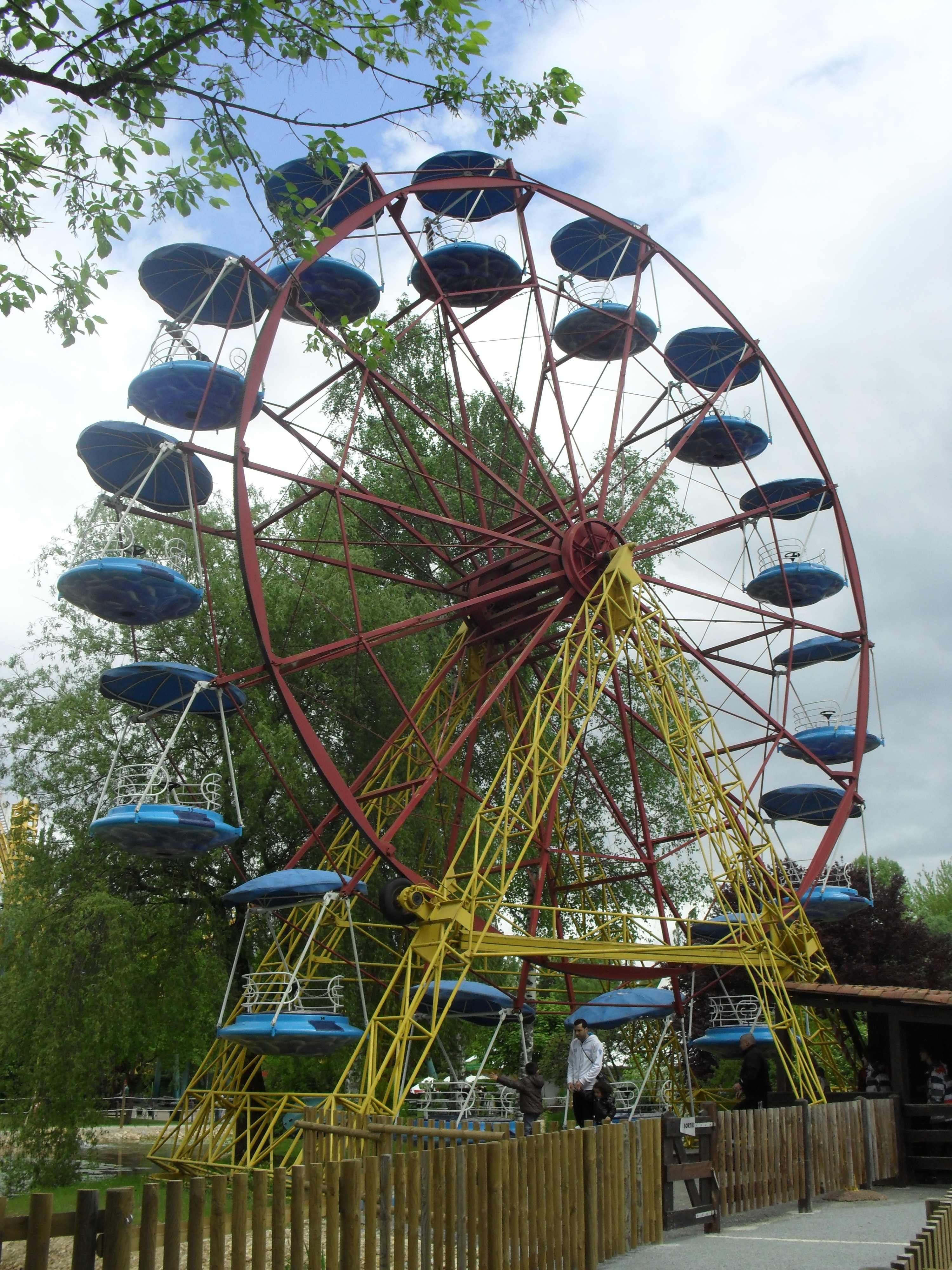
Grand Soleil.

- La Bamba était un manège de type Calypso. Ouvert en 1979, il se présentait sous la forme d'un plateau incliné de dix-huit mètres de diamètre entraînant seize nacelles de deux passagers. Il est retiré du parc en 2018 pour laisser place à l'édification de Mystic. Le projet qui prévoyait de la rouvrir à un autre emplacement étant abandonné.
- De 1992 à 2001, le parc proposait une pieuvre d'Anton Schwarzkopf nommée Pieuvre des Caraïbes. Ouvert de 1987 à 1991 à Zygofolis sous le nom le Monstre, elle fut achetée à la suite de la faillite du parc d'attractions[57]. Retirée en 2004, l'attraction ouvre sous le nom la Pieuvre à La Récré des 3 Curés en 2012 après réfection dans les ateliers de Soquet[58].
- Fermées en 1992, des montagnes russes Zyklon / Z47 du constructeur Pinfari nommées le Grand Huit se trouvaient à Walibi Rhône-Alpes. Elles sont arrivées au parc en 1985 et provenaient de Walibi Belgium où elles furent en fonction de 1975 à 1983.
- Un manège de type Tri-Star du constructeur Huss Rides nommé Turbo Lift était en fonction de 1985 à 1992. Cette attraction est située de 1978 à 1984 sous le nom Turbo Lift à Walibi Wavre avant d'être relocalisée à Walibi Rhône-Alpes. Elle est ensuite inaugurée à Walibi Flevo en 1995 sous le nom Jungle Star avant d'être renommée Sherwood's Revenge en 2000. Elle est présente depuis 2007 sous le nom Péroké à La Mer de sable[59],[60].
- Jusqu'en 2013, le parc proposait Tomahawk, un Inverter de Chance Rides. Ouvert en 2005, il était en fonction à Walibi Holland de 2000 à 2004 sous le nom Double Invertor. À l'origine doté de deux bras, il ouvre avec un bras en 2005.
- Présent de 1992 à 2019, Stock Cars était un manège d'autos-tamponneuses du constructeur Reverchon. Cette attraction opère à Zygofolis de 1987 à 1991 sous le nom Autos tamponneuses[61]. Il laisse sa place à AirBoat en 2020.
- Entre 1992 et avril 2014, le parc proposait un premier carrousel. Il était en fonction à Zygofolis de 1987 à 1991 sous le nom Le Manège. Un nouveau modèle plus récent le remplace dès juin 2014.
- Funny Kid et Walibi Kid étaient deux mini carrousels ouverts en 1990. Le premier quitte le parc fin 2007 pour laisser place au Petit Vapeur. Le deuxième quant à lui quitte le parc fin 2010.
- Qwads était une course de mini quads, anciennement nommé Mini Rallye. (Joytech, 1990 - 2018)
- On Air était un manège d'avions, anciennement nommé Baron Rouge, cette attraction de Zamperla était en fonction de 2002 à 2014.
- Grand Soleil était une grande roue de petite taille, anciennement nommée Grande roue puis Lem Lunaire. (Miller, 1979 - 2015)
- La Rivière Canadienne était un circuit de bûches du constructeur Reverchon qui fut définitivement fermée en 2005. Elle fut ouverte en 1979.
- Le Mississippi était un bateau proposant un voyage sur l'eau. Ouvert en 1979, il est l'une des premières attractions du parc. Il ferme en 2000.
- Lem 2000 était un manège d'avions. Attraction ouverte durant l'époque Avenir Land. Présent en 1985, voire avant.
- Ballet aquatique était un spectacle de fontaines lumineuses dans un petit théâtre. Attraction ouverte durant l'époque Avenir Land.
- Cinéma 4D : cinéma 4-D de 180 places (2011)
- Mini ferme : ferme pour enfants. Elle proposait aussi des promenades à poney.

## Parc aquatique (1986-2020)

Logo d'Aqualibi.

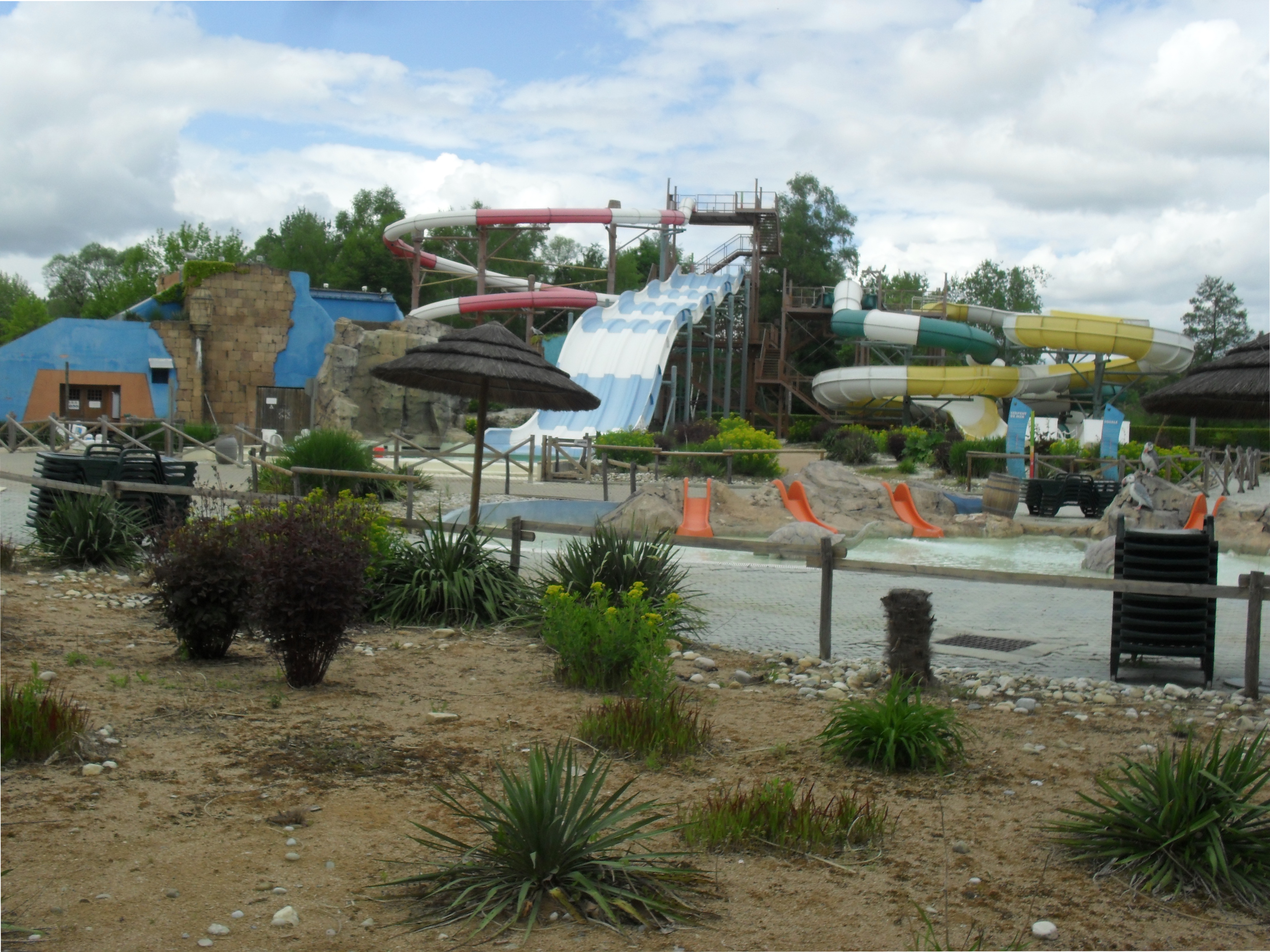
Vue du parc aquatique.

Sur une idée d'Eddy Meeùs, Avenir Land ouvre en 1986 son parc aquatique. Sur 4 000 m2, celui-ci propose deux toboggans aquatiques, l'un de 98 mètres, l'autre de 104 mètres ainsi qu'un espace aquatique pour enfants. À la suite du changement de nom du parc en 1989, le complexe aquatique est baptisé Aqualibi. La rivière rapide Rapido est inaugurée en 1990. Une piscine à vagues s'ajoute aux installations déjà existantes. La capacité totale atteint 1 700 nageurs.
Vingt ans après son ouverture et à la suite d'importants travaux effectués par la société espagnole Action Park, le parc aquatique ouvre en 2006 sous un nouveau nom, L'île aux Pirates. Neuf toboggans et quatre bassins reçoivent désormais 4 300 nageurs sur 13 000 m2. La piscine à vagues est la seule installation conservée. Trois ans plus tard, il est redécoré avec galets, sable, palmiers, eucalyptus, etc. Afin de mieux correspondre à la remise en avant de la marque, le parc aquatique retrouve son nom d'origine en 2011 : Aqualibi.
Aqualibi reste fermé lors des saisons 2020 et 2021, avant qu'il soit officiellement communiqué qu'il ferme définitivement et démoli pour laisser place a la zone Exotic Island.
- Baie des pirates : bassin agrémenté de cinq toboggans aquatiques de 3 à 5 mètres de haut
- Cours'aires : toboggan aquatique à quatre pistes de 12 mètres de haut
- Crique des moussaillons : bassin de barbotage pour enfants
- Lagon tropical : bassin adulte d'une profondeur de 1,10 m disposant d'un bar
- Serpent de mer : toboggan aquatique sur bouée double de 8 mètres de haut
- Squale : toboggan aquatique sur bouée de 9 mètres de haut
- Tornado : toboggan aquatique de 16 mètres de haut
- Vagues du Cap Horn : piscine à vagues

## Fréquentation
Fréquentation annuelle 

610 000 (2022)